# Герчак Григорій Андрійович
Григо́рій Андрі́йович Герчак (нар. 10 грудня 1931, с. Солоне, нині Чортківський район, Тернопільська область, Україна — пом. 30 грудня 2019, Торонто, Канада) — український громадсько-культурний діяч, учасник національно-визвольного руху, художник, музикант. Політв'язень радянських таборів.

## Біографія
Народився 10 грудня 1931 року в селі Солоне поблизу селища Товсте на Тернопільщині в селянській родині.
У 1946 році створив підпільну групу «Опришки». Співпрацював з підпіллям Організації українських націоналістів (ОУН): займався розвідкою, поширенням забороненої літератури, доставляв медикаменти зі східних регіонів України. Неодноразово потрапляв у сутички з працівниками НКВС і з боями виривався з оточення.
Навесні 1951 року перейшов до збройного підпілля Української повстанської армії (УПА), брав участь у бойових діях. У грудні 1952 року був заарештований під час зустрічі, організованої прорадянськими провокаторами. Після тримісячних катувань у тюрмі Тернополя, Військовий трибунал Прикарпатського військового округу ухвалив смертний вирок, який через 7 місяців замінили на 25 років позбавлення волі.
Покарання відбував у таборах поблизу міста Воркута (Комі АРСР, РРФСР), де був учасником повстання 1955 року на 4-й шахті. З 1956 року — в таборах Мордовії. У 1977 році звільнений.
Після звільнення мешкав у Києві, де зазнавав переслідувань за дружбу з представниками правозахисного руху. У 1988 році емігрував до Канади.
Після проголошення незалежності України у 1992 році намагався набути українське громадянство, однак йому відмовили через те, що на момент здобуття незалежності він перебував за кордоном. У Торонто вів активне громадсько-культурне життя. Помер у Торонто 30 грудня 2019 року.

## Творчість
Автор близько 70 екслібрисів, присвячених відомим українським політв'язням. Опанував техніку лінориту, створив близько 20 портретів. Також був автором десятків живописних полотен.
Музикант-самоук: грав на бандурі, дримбі, гітарі та інших інструментах. Відтворював гуцульський музичний мелос.
Мав персональні виставки та концерти в Торонто (1996, 2006) та Києві (2003).